# Шархиничи
Шархиничи — посёлок в Алёховщинском сельском поселении Лодейнопольского района Ленинградской области.

## История
Посёлок Шархиничи учитывается областными административными данными с 1 января 1948 года в составе Алёховщинского сельсовета Оятского района.
С 1 декабря 1955 года — в составе Лодейнопольского района.
В 1958 году население посёлка составляло 467 человек.
По данным 1966, 1973 и 1990 годов посёлок Шархиничи также входил в состав Алёховщинского сельсовета.
В 1997 году в посёлке Шархиничи Алёховщинской волости проживали 409 человек, в 2002 году — 400 человек (все русские — 87 %).
В 2007 году в посёлке Шархиничи Алёховщинского СП проживали 362 человека, в 2010 году — 313, в 2014 году — 343 человека.

## География
Посёлок расположен в центральной части района на автодороге 41К-655 (подъезд к пос. Шархиничи), к западу от автодороги 41К-016 (Станция Оять — Плотично).  
Расстояние до административного центра поселения — 3 км.
Расстояние до ближайшей железнодорожной станции Лодейное Поле — 50 км.
Через посёлок протекает ручей Яппо — левый приток реки Оять.

## Демография
| 1997 | 2007 | 2010 | 2014 | 2015 | 2016 | 2017 |
| ---- | ---- | ---- | ---- | ---- | ---- | ---- |
| 409  | ↘362 | ↘313 | ↗343 | ↘335 | ↗336 | ↘322 |

Национальный состав
Согласно данным Всероссийской переписи населения 2021 года в посёлке проживали 204 человека, из них русские — 197, армяне — 2, молдаване — 1, мордва — 1, таджики — 1, украинцы — 1, чуваши — 1 человек.

## Инфраструктура
На 1 января 2014 года в посёлке было зарегистрировано: хозяйств — 122, частных жилых домов — 17
На 1 января 2015 года в посёлке было зарегистрировано: хозяйств — 124, жителей — 335.

## Улицы
Кодоевская, Лесная, Микрорайон, Прудовая, Сосновый переулок, Стройская, Центральная.